# Ernst Stengelin
Ernst Stengelin (Tuttlingen, 10 agosto 1911 – Campo di sterminio di Sobibór, 14 ottobre 1943) è stato un militare tedesco, SS-Unterscharführer, prestò servizio nei campi di sterminio di Treblinka e Sobibor, fu ucciso nella rivolta di Sobibor.

## Biografia
Stengelin prestò servizio nel centro di sterminio di Grafeneck e di Hadamar, prima di essere riassegnato al campo di sterminio di Treblinka durante le operazioni per l'"Aktion Reinhard". In seguito venne spostato a Sobibor poco prima della rivolta nel campo di sterminio di Sobibor, dove fu ucciso dai reclusi. Franz Suchomel fu l'unico testimone della sua morte.